# Geografiundervisning

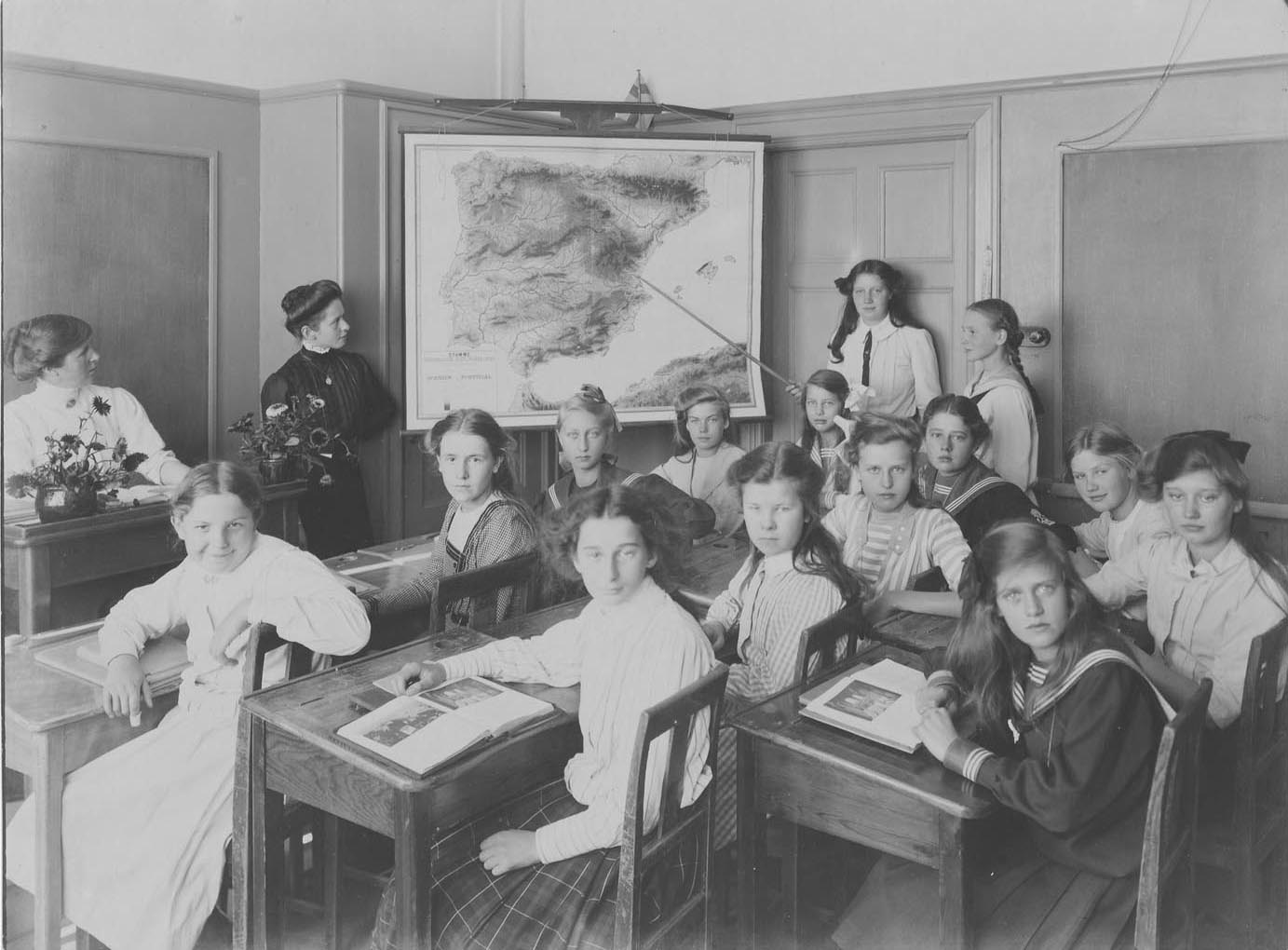
Geografiundervisning i flickskolan Anna Sandströms skola år 1911.

Geografiundervisning är undervisning i skolämnet geografi, där eleverna lär sig om bland annat länder, städer och hur människor i olika delar av världen lever. På läxförhören har det ofta handlat om att kunna floder, städer och liknande. Det börjar ofta med hembygdskunskap, sedan om den egna regionen, och därefter det egna landet. Sedan fortsätter man med länderna i den egna världsdelen, och därefter övriga världsdelar.